# Діана Варсі
Діана Марі Антонія Варсі (англ. Diane Marie Antonia Varsi; 23 лютого 1938 — 19 листопада 1992) — американська акторка, номінантка премії «Оскар» 1957 року.

## Біографія
Народилася 23 лютого 1938 року в місті Сан-Матео (Каліфорнія) в сім'ї торговця квітами Рассела Варсі та його дружини Беатріс ДеМершан.
Після навчання в середній школі змінила багато професій, перш ніж стала акторкою. Вона працювала офіціанткою, моделлю в магазині, збиральницею фруктів та багато ким ще.
Її перший шлюб в 1953 році був незабаром анульований. З 1955 по 1958 рік була в шлюбі з продюсером Джеймсом Діксоном, народила сина Шона. У 1961 році одружилася з Майклом Хаусменом, народила дочку Уіллу.
У 1968, під час зйомок у фільмі «Дикун на вулицях», Діана Варсі пошкодила шийний хребець, що призвело до численних операцій. 
У 1977 році заразилася хворобою Лайма, точний діагноз був поставлений лише в 1989 році. Ця хвороба призвела до смерті акторки від дихальної недостатності 19 листопада 1992 року. Діана Варсі померла в Голлівуді у 54-річному віці. 

## Діяльність
Її кінодебют відбувся 1957 року у фільмі «Пейтон Плейс», де зіграла Еллісон Маккензі. Ця роль принесла Варсі номінацію на премію «Оскар» як кращій акторці другого плану. 
У наступному році акторка отримала «Золотий глобус» у номінації краща нова акторка, спільно з Сандрою Ді і Керолін Джонс.
У наступні роки вона з'явилася в головних ролях у фільмах «З пекла в Техас» (1958) і «Насильство» (1959), після чого припинила зніматися. 
У Голлівуд повернулася тільки в кінці 1960-х, але на цей раз їй пропонували тільки другорядні ролі. 
Серед її кіноробіт тих років роль у фільмах «Кривава мама» (1970), «Джонні взяв рушницю» (1971), а також в телефільмі «Люди» (1972). 
Останній раз на екранах Варсі з'явилася в 1977 році у фільмі «Я ніколи не обіцяла вам рожевого саду».

## Вибрана фільмографія
- Я ніколи не обіцяла вам рожевого саду (1977) — Сільвія
- Люди (1972) — Валансьєн Кармоді (ТБ)
- Джонні взяв рушницю (1971)— Четверта медсестра
- Кривава мама (1970) — Мона Гібсон
- Дикун на вулицях (1968) — Саллі Ле Рой
- Насильство (1959) — Рут Еванс
- З пекла в Техас (1958) — Хуаніта Бредлі
- Пейтон Плейс (1957) — Еллісон МакКензі

## Премії
- «Золотий глобус» (1958) — «Кращий новачок серед жінок»